# Svarttrapp
Svarttrapp (Afrotis afra) är en fågel i familjen trappar inom ordningen trappfåglar. Denna lilla trapp är endemisk för sydvästra Sydafrika och förekommer i Kapprovinsen, från Namaqualand, söderut till Kapstaden och österut till Grahamstown. Den föredrar halvtorra biotoper som gräsmarker, buskmarker och savann där den lätt finner föda i form av marklevande leddjur och frön. Svarttrappen uppvisar sexuell dimorfism både vad gäller utseende, beteende och i sina roller i häckningscykeln. Den häckar en gång om året, på våren och lägger en till två ägg per säsong. Ägg och ungar tas helt om hand av honan medan hanen försöker para sig med så många honor som möjligt.
Arten har minskat kraftigt på grund av habitatförlust då stora områden har blivit jordbruksmark och kvarvarande habitat är uppstyckade. På grund av detta kategoriserar arten som sårbar av IUCN.

## Fältkännetecken

### Utseende
Svarttrappen är en marklevande fågel som uppvisar sexuell dimorfism. Den adulta hanen har en kontrastrik svartvit fjäderdräkt med svarta vingpennor, svart buk, hals och huvud. Den har mindre vita partier på vingens undersida, som även syns när vingen är hopslagen, medan vingen i övrigt är vattrad i sandbrunt och svart. Den har en vit fläck på kinden, ett vitt hjässband och ett vitt band längst ned på halsen, närmast ryggen. Den adulta honan har istället en mycket välkamouflerad fjäderdräkt med svart buk och vingundersida, men är i övrigt kryptiskt färgad i sandbrunt, vitt och grått, och med ett ljusare bröst. Båda könen har klargula ben.
Hanen är något större än honan. med ett vingspann på 27–28 cm medan honan har ett vingspann på 25–26 cm. Stjärten är cirka 12–13 cm lång. Även näbben är större hos hanen och mäter 3.8–3.9 cm, medan honans är ungefär 3.5 cm. Näbben hos den adulta hanen är rödarosa med svart spets och en vit rand innanför spetsen. Honans näbb är ljusare rosa och saknar den svarta spetsen.

### Läte
Lätet har jämförts med ett "kontinuerligt kacklande". Det är mest hanens läte som hörs då den kacklar väldigt ofta och mycket högt.

## Utbredning och systematik
Svarttrapp är endemisk för sydvästra Sydafrika där den förekommer från Namaqualand, söderut till Kapstaden, och österut till Grahamstown. Den förekommer över en yta av cirka 254 000 kvm.
Svarttrappen tillhör en av alla de arter som beskrevs 1758 av Carl von Linné i den 10:e upplagan av hans Systema Naturae, där han gav den det vetenskapliga namnet Otis afra. Tidigare placerades den i släktet Eupodotis, men idag i Afrotis i familjen trappar.
Tidigare trodde man att svarttrappen var samma art som vitvingad trapp, varför den senare då beskrevs som underarten E. afra afroaoides). Idag behandlas de som två goda arter utifrån skillnader i habitat, fjäderdräkt, läte, sociala system och mitokondrie-DNA.

## Ekologi

### Biotop
Den föredrar öppna, halvtorra habitat som buskmark, savann och gräsmark.

### Häckning
Svarttrappen är polygyn vilket innebär att hanen parar sig med flera honor. Häckningen infaller på våren. För att attrahera honor uppvisningsflyger hanen. Det hela inleds med att hanen står på en jordhög samtidigt som den utstöter sitt höga hesa läte. Den tar sedan till vingar och cirklar över ett område samtidigt som den upphetsat flaxar med vingarna, medan lätet närmast blir hysteriskt. Uppvisningen avslutas med att fågeln sänker sig ned mot jordhögen med benen hängande under kroppen. Honan lägger en till två ägg i en fördjupning i marken och täcker redet med gräs. Äggen är oliv- till brunfärgade med mörka fläckar. Det är honan som ruvar och sedan tar hand om ungarna. Svarttrappen blir i genomsnitt runt tio år.

### Föda

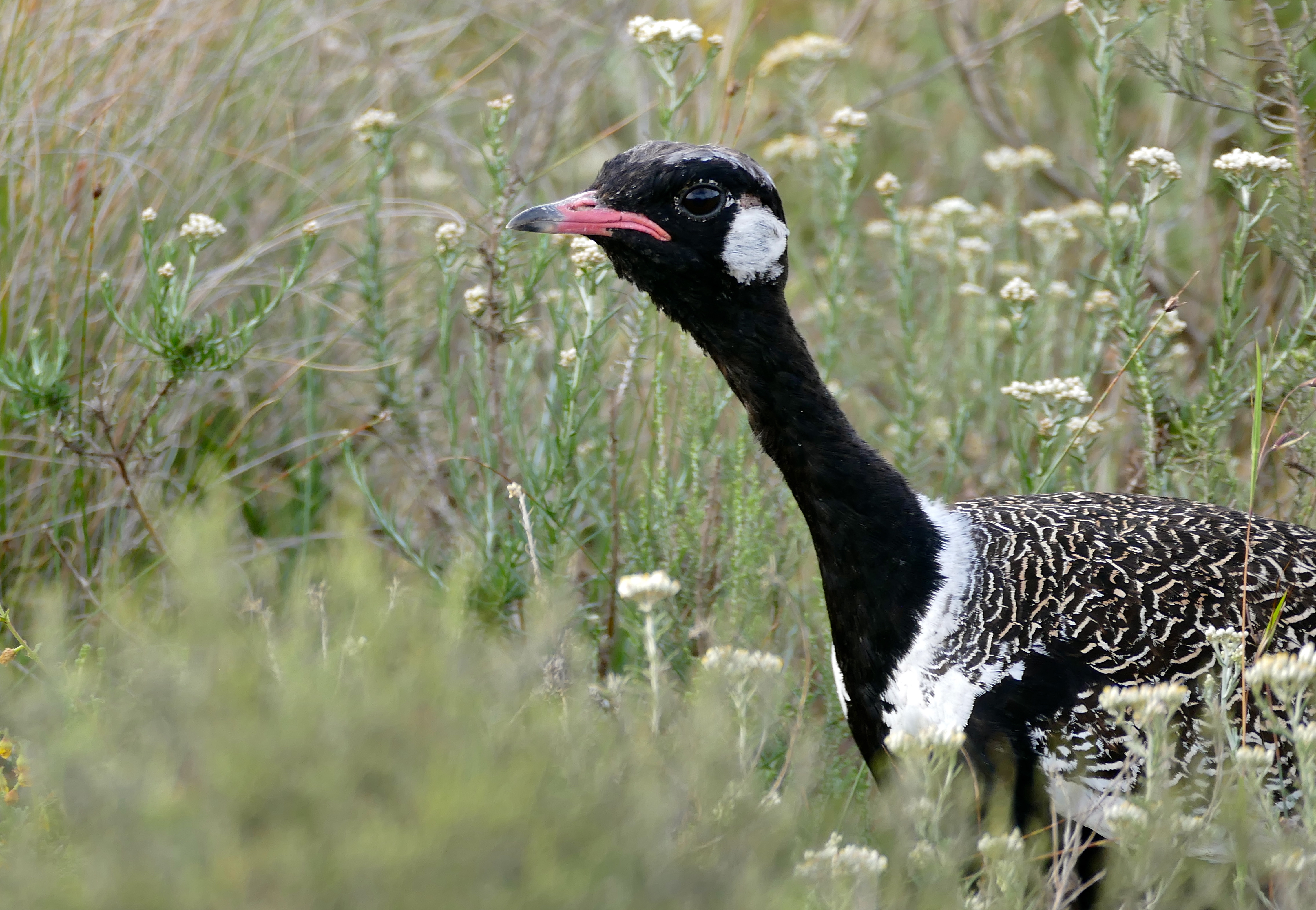
Adult hane.

Svarttrappen är en allätare, där två tredjedelar av födan utgörs av leddjur, och den äter bland annat termiter, skalbaggar, gräshoppor och myror. I övrigt lever den av växtdelar, främst frön. Den har ett mutualistiskt förhållande med akaciaväxten Acacia cyclops då fågeln drar nytta av de lättillgängliga fröna som näringskälla och i sin tur sprider fågeln fröna till områden där de kan gro. Svarttrappen sväljer även grus och småsten, så kallade gastroliter, vilka hjälper till att smälta maten i krävan. En studie har också visat att två tredjedelar av fåglarna har nematodparasiter i mag- och tarmkanalen.

## Status och hot
Studier har visat att populationen av svarttrapp minskar. Tidigare har arten varit mycket vanlig men blir nu sällsyntare när deras habit fragmentariserar. På grund av detta kategoriseras den sedan 2016 som sårbar av IUCN.
Främsta hotet mot dessa arter är omvandlingen av områden till jordbruksmark och vattenbruk. detta medför att deras naturliga habitat splittras upp och minskad födotillgång. Det innebär även att häckningsområdena minskar eller försämras vilket inte bara påverkar häckningsframgången utan även mängden ägg och kycklingar som överlever. Jordbruksmarken ger inte tillräckligt skydd i form av växter för att skydda dem från predatorer som svartvit kråka.
Andra hot omfattar klimatförändring, störningar från människan och sjukdomar.